# 苏联国家劳动后备
苏联国家劳动后备（State Labor Reserves of the Union of Soviet Socialist Republics）是苏联在城乡有组织、有计划地培养技能工人的初等职业技术教育系统，为国民经济提供必要的劳动后备。

## 历史
1940年10月2日，苏联最高苏维埃主席团批准了实施国家劳动后备制度。 
1940年组建了三种学校：
1. 两年制行业学校培养金属工人、冶金工人、化学工人、矿工、石油工人、海事运输船员、通信行业工人等等；
2. 两年制铁路学校培养助理工程师、蒸汽机车与车辆修理技师、锅炉制造工人、轨道修理工、以及其他铁路技术工人；
3. 工厂技术学校，学制六个月，培养通用工业专业，为煤矿、矿山、冶金、石油工业、建筑工业配套。

国家承担所有培养所需资源。 1941年5月，国家劳动后备学校毕业了250,000工业、建筑、铁路运输青年工人。
苏德战争期间（1941–1945年），正规工人大规模离开企业入伍参战，国家劳动后备变得特别重要。战时，夜校与技校培养了2,480,000青年技术工人。很多企业，特别是在东部地区，劳动后备学校毕业生占据了过半的工人数量。劳动后备学校毕业生也被派往收复区，恢复被战争摧毁的工厂。例如，约20,000名毕业生派往顿巴斯重建煤矿与电站。1943年决定把儿童入学年龄从 8岁提前到7岁，为青年工人和农村青年开办夜校。在教育内容方面特别注重爱国主义教育。
1945年8月，苏联人民委员会发布《改进行业、铁路、工厂附属学校的技术与教育工作的措施》。1946年，矿业学校的学制从6个月延长到10个月。1949年，原来由行业学校或厂矿附设学校培养煤矿与矿山技术工人的任务移交给矿山采矿学校，学制不变。1953年9月，苏共中央委员会全会决定，成立农业机械化学校，归口国家劳动后备系统，培养农业机械技术操作手，学制6个月到2年。 
1952年全国基本上普及了7年制义务教育,同时着手实施普及10年制教育。随着国家中等教育逐渐普及，1954年创建了新类型的国家劳动后备学校：招收普通中等学校毕业生的技校，学制1-2年，培养需要普通高等教育的专业的技术工人，以及初级技术员。
国家劳动后备学校与培训中心开设近700个专业。课程包括生产教学、理论教学、体育、课外工作。根据不同的学校与专业，大约50-85%的培养时间用于生产教学。理论教学包括专门技术、通用技术、通用教育主题，以及政治教育。课外工作包括各种技术创作、业余音乐、文学戏剧活动、美术工作、参加各种科研团队。完成学习、通过考试后，工人被安排专业对口的工作。很多国家劳动后备学校附属于企业。1957年，附属于企业培养建筑技术工人的学校改为行业国家劳动后备学校，两年学制。 
1959年开始，与大部分中央部属培训学校一起，所有的国家劳动后备学校系统的行业学校、铁路、矿业、建筑业学校、企业附属学校、农业机械化学校、业余技术学校、学徒制学校，都转化为业余-技术学校，在城市学制为1-3年，在农村学制为1-2年。原苏联部长会议国家劳动后备总管理局改为部长会议国家职业技术教育委员会。

## 影响
- 1948年歌曲《岁月将要过去（劳动后备队之歌）》，米·伊萨柯夫斯基词　弗·查哈罗夫曲